# P. D. James
Phyllis Dorothy James, Baronesa James de Holland Park, OBE, FRSL (Oxford, 3 de agosto de 1920 - Oxford, 27 de novembro de 2014) foi uma escritora britânica de ficção policial que usou o nome P. D. James ao assinar as suas obras. Foi membro da Câmara dos Lordes sob o título de Baronesa James de Holland Park.
É reconhecida como uma das escritoras que mais influenciaram o género literário do romance de mistério, sendo especialmente notável a forma como caracteriza as suas personagens e a sua habilidade em construir atmosferas plenas de detalhes.

## Biografia
Phyllis Dorothy James nasceu a 3 de agosto de 1920 em Oxford, Inglaterra, filha de Sidney James, um fiscal. Deixou a escola, a Cambridge Girls' High School, aos 16 anos. Durante a guerra, casou com Ernest Connor Bantry White, médico, de quem teve duas filhas. James deu à segunda filha o nome da sua autora preferida: Jane Austen. Em 1948, diagnosticou-se uma esquizofrenia a Ernest, que passou longos períodos hospitalizado, até ficar definitivamente internado até à sua morte em 1964.
James trabalhou na direcção do North West Regional Hospital em Londres de 1949 a 1968 e depois no Ministério do Interior, no departamento da Polícia Criminal. James tem dois protagonistas principais: a jovem detective privada Cordelia Gray e Adam Dalgliesh, inspector-chefe da Scotland Yard, de meia-idade, que surge pela primeira vez em 1962 no romance Cover Her Face (O Enigma de Sally Jump).
James ganhou vários prémios: Silver Dagger, 1971, para Shroud for a Nightingale (Mortalha para Uma Enfermeira), Silver Dagger, 1975, para The Black Tower, Silver Dagger, 1986, e International Macavity Award em 1987 para A Taste for Death (O Gosto da Morte), Diamond Dagger, 1987, pela carreira literária e Grand Master Award, 1999.
Em 1983 foi distinguida com a Ordem do Império Britânico. Foi igualmente nomeada Par do Reino na Câmara dos Lordes, recebendo o título Baronesa James de Holland Park. Em 1992 foi distinguida com o doutoramento em literatura pela Universidade de Buckingham e em 1993 pela Universidade de Londres. Foi membro da Royal Society of Literature.
Alguns dos seus romances foram adaptados à televisão em 1985 e 1986.
James faleceu na sua casa em Oxford, a sua cidade de nascimento, a 27 de novembro de 2014, três anos depois a publicação da sua última obra, Morte em Pemberley.

## Obras

### Ficção
Mistérios de Adam Dalgliesh
1. A Chantagista / O Enigma de Sally (Cover Her Face), 1962
2. Mente Assassina (A Mind to Murder), 1963
3. Um Cadaver Mutilado / Causas Nada Naturais (Unnatural Causes), 1967
4. Mortalha para uma Enfermeira (Shroud for a Nightingale), 1971
5. A Torre Negra (The Black Tower), 1975
6. Morte de Um Perito (Death of an Expert Witness), 1977
7. Um Gosto Por Morte (A Taste for Death), 1985
8. Devices and Desires, 1990
9. Pecado Original (Original Sin), 1994
10. Uma Certa Justiça (A Certain Justice), 1997
11. Morte no Seminário; A morte em ordens sagradas (Europa/América) - (Death in Holy Orders), 2001
12. Sala De Homicídios (The Murder Room), 2003
13. O Farol (The Lighthouse), 2005
14. Paciente Particular (The Private Patient), 2008

Mistérios de Cordelia Gray
1. Trabalho Impróprio Para Uma Mulher ou Uma profissão muito perigosa (este na Coleção Horas em suspense da Livraria Francisco Alves (An Unsuitable Job for a Woman), 1972
2. O Crânio Sob a Pele (The Skull Beneath the Skin), 1982

Outros
1. Sangue Inocente (Innocent Blood), 1980
2. The Children of Men, 1992
3. Morte Em Pemberley (Death Comes to Pemberley), 2011

### Não Ficção
- The Maul and the Pear Tree: The Ratcliffe Highway Murders, 1811, 1971, com Thomas A. Critchley
- Time to Be in Earnest: A Fragment of Autobiography, 1999
- Segredos do Romance Policial (Talking About Detective Fiction), 2009

[Os títulos em português foram produzidos pelas respectivas editoras que publicaram a obra da autora no país]

## Prémios
- 1971 Best Novel Award, Mystery Writers of America (por Shroud for a Nightingale)
- 1971 Crime Writers' Association (CRA) Macallan Silver Dagger for Fiction (por Shroud for a Nightingale)
- 1973 Best Novel Award, Mystery Writers of America (por An Unsuitable Job for a Woman)
- 1975 CRA Macallan Silver Dagger for Fiction (por The Black Tower)
- 1986 CRA Macallan Silver Dagger for Fiction (por A Taste for Death)
- 1986 Mystery Writers of America Best Novel Award (por A Taste for Death)
- 1987 CRA Cartier Diamond Dagger (prémio de carreira literária)
- 1992 Deo Gloria Award (por The Children of Men)
- 1999 Grandmaster Award, Mystery Writers of America)
- 2002 WH Smith Literary Award (por Death in Holy Orders)
- 2005 British Book Awards Crime Thriller of the Year (por The Murder Room)